# Reale Museo di fisica e storia naturale di Firenze
Il Reale Museo di fisica e storia naturale fu istituito il 22 febbraio 1775 a Firenze e restò in vita fino al 1878 quando le sue collezioni furono smembrate in diversi musei fiorentini.

## Le origini

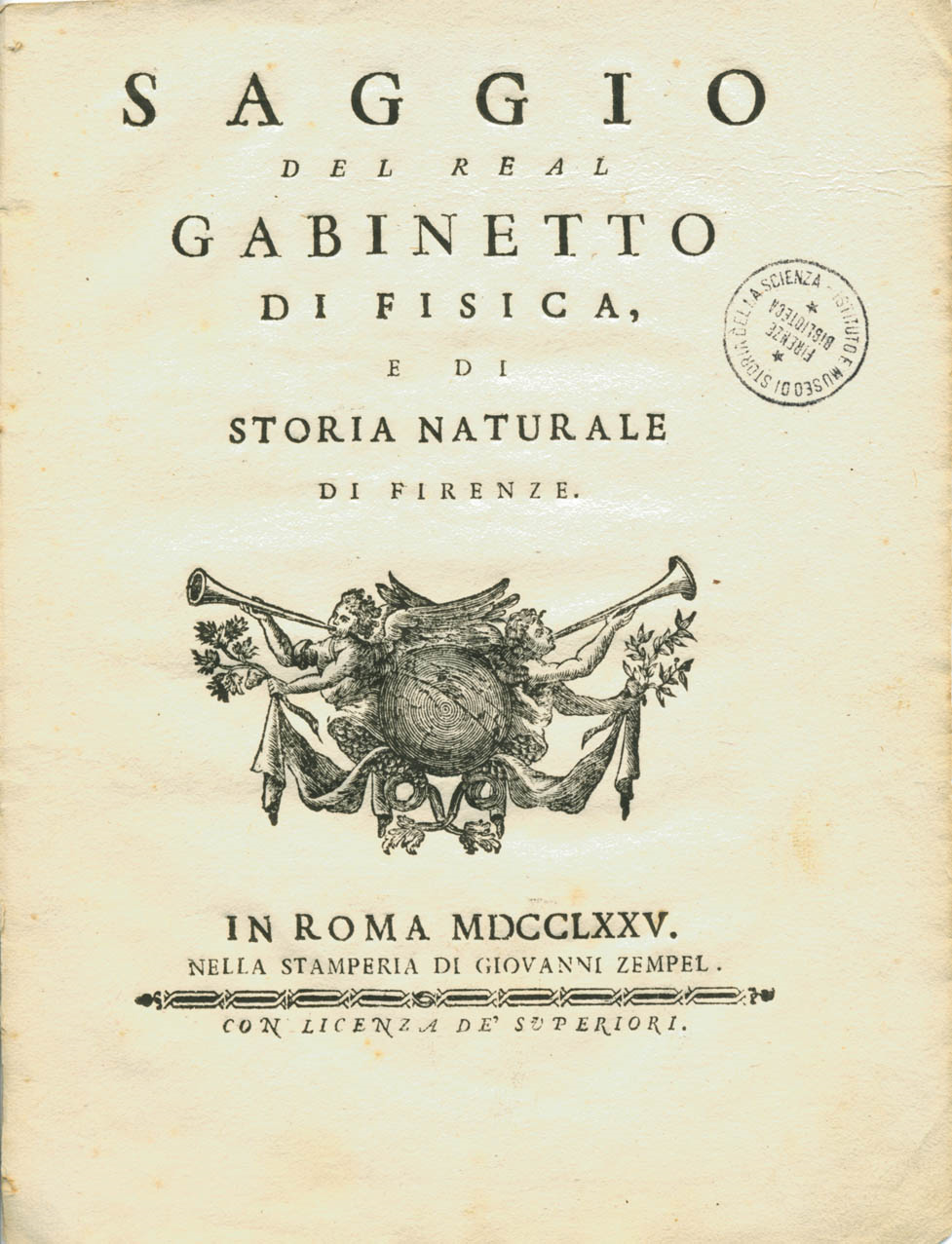
Frontespizio di Saggio del Real gabinetto di fisica e di storia naturale di Firenze (Roma, 1775)

Negli anni '60 del '700 il granduca Pietro Leopoldo di Toscana, su istanza della comunità scientifica fiorentina, decise il riordino delle collezioni scientifiche e naturalistiche raccolte nel loro nucleo originario dai Medici e accresciute nei secoli successivi. 
Già nel 1763 il medico e naturalista Giovanni Targioni Tozzetti aveva concluso la catalogazione delle produzioni naturali conservate presso la Galleria Imperiale di Firenze. Nel 1766 il fisiologo trentino Felice Fontana fu incaricato dal Granduca di raccogliere le collezioni di strumenti conservate a Palazzo Pitti e in questa veste, nel 1771, acquisì una larga parte degli strumenti medicei che occupavano all'epoca lo Stanzino delle matematiche all'interno della Galleria degli Uffizi. Nel 1772 iniziarono i lavori di restauro di Palazzo Torrigiani, destinato a diventare sede del Reale Museo di fisica e storia naturale.
Su iniziativa del Granduca, Fontana fu circondato da un gruppo ristretto di giovani studiosi, fra cui Giovanni Fabbroni, con cui si instaurò un rapporto molto stretto. 
Il museo venne ufficialmente inaugurato nel 1775 sotto la direzione di Fontana affiancato, nel ruolo di vice-direttore, da Fabbroni e fu il primo museo dell'Occidente concepito per essere aperto al pubblico.

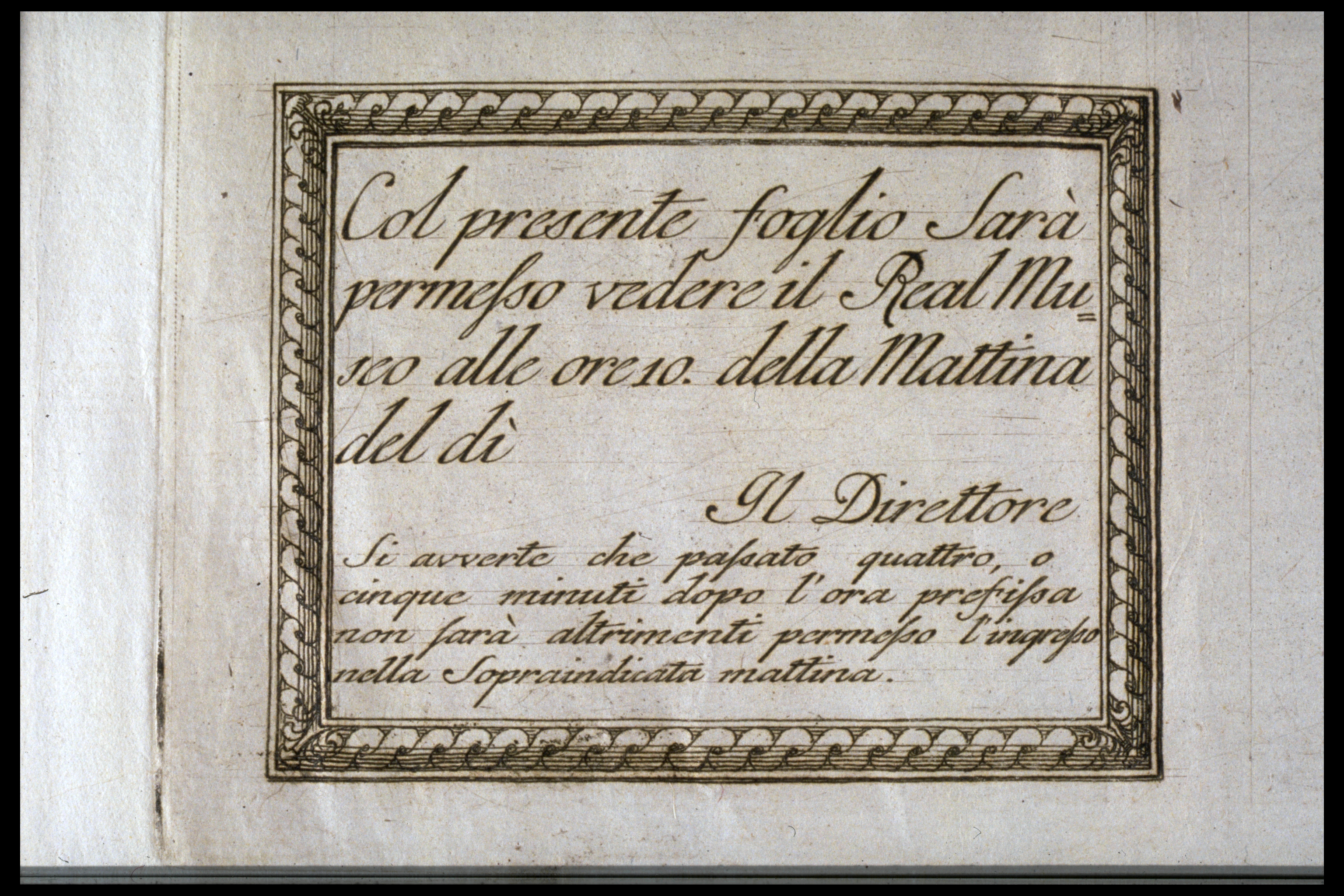
Biglietto d'ingresso per la visita del Reale Museo di fisica e storia naturale di Firenze

## Le collezioni
Fin dalla sua fondazione il museo ospitava strumenti scientifici, collezioni naturalistiche e una ricca raccolta di cere anatomiche provenienti da collezioni preesistenti o realizzate appositamente per l'esposizione. 
Fra gli strumenti confluiti nel museo, un primo nucleo proveniva dalla camera di fisica di Palazzo Pitti. A questo si aggiunsero i duecentodue pezzi provenienti dalle collezioni medicee degli Uffizi: strumenti di misurazione, matematici e astronomici, fra cui il compasso geometrico e militare donato da Galileo a Cosimo II de' Medici e la lente usata dallo scienziato pisano per le sue osservazioni dei pianeti, lo strumento del primo mobile di Egnazio Danti, i quadranti di Giovan Battista Giusti, gli orologi solari e notturni dei Della Volpaia e la sfera armillare di Antonio Santucci. Da Palazzo Pitti furono quindi trasferiti anche gli strumenti dell'Accademia del Cimento.
Per quanto riguarda i reperti naturalistici, confluirono nel museo le collezioni riordinate dal Tozzetti, fra cui gli erbari di Pier Antonio Micheli, le raccolte del naturalista olandese Georg Everhard Rumph e del medico e geologo danese Niels Steensen.
La ricca produzione di cere anatomiche fu possibile grazie alla fondazione nel 1771 a Palazzo Torrigiani dell'Officina ceroplastica fiorentina, per volere del Granduca Leopoldo II d'Asburgo-Lorena e sotto la direzione di Felice Fontana. Il lavoro fu così cospicuo che all'apertura del museo venne esposto in sei stanze: i modelli rappresentavano la muscolatura del corpo umano, gli organi interni, le ossa, l'occhio, l'orecchio e il naso. Il nucleo originario delle collezioni si arricchì nel corso degli anni di nuove produzioni realizzate prevalentemente con scopi didattici.

## Il giardino botanico e la Specola

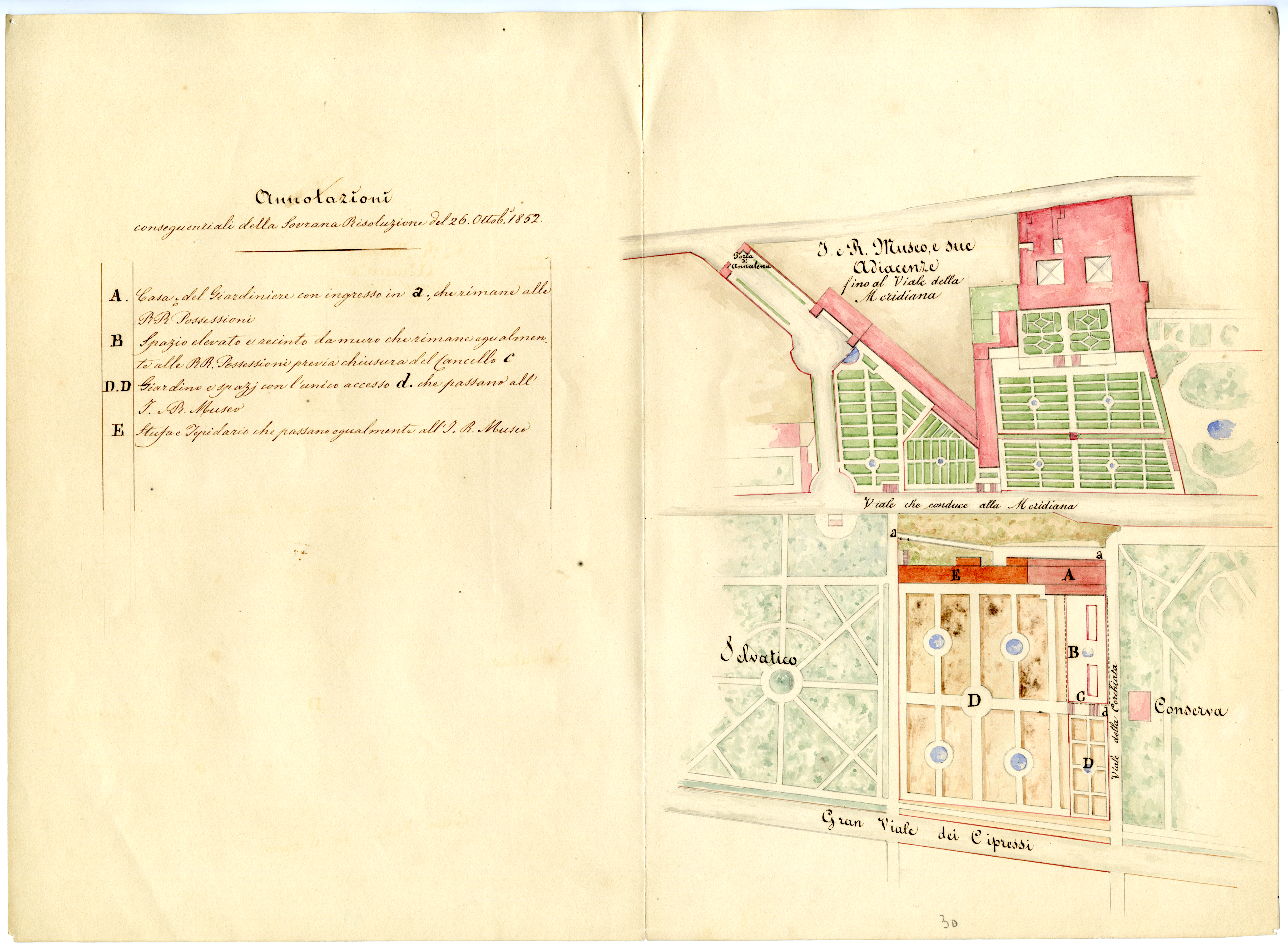
Pianta della sezione del giardino di Boboli da annettere all’orto botanico del Reale Museo.

Il fatto che Palazzo Torrigiani fosse contiguo al giardino di Boboli fu occasione per la creazione di un orto botanico, la cui direzione fu affidata a Attilio Zuccagni. Il giardino ospitava piante tutte classificate secondo la tassonomia di Carl von Linné, in cui per ogni pianta era riportato non solo il nome e la classe a cui apparteneva, ma anche il possibile uso medico.
Già durante i lavori di ristrutturazione del palazzo, Fontana aveva idea di adibire il torrino a specola astronomica e meteorologica, così, quando nel 1775 ebbe l'occasione di incontrare Johann III Bernoulli, astronomo del re di Prussia e direttore dell'osservatorio di Berlino, gli chiese suggerimenti, che però solo in parte furono accolti dalla corte granducale. Il problema della mancanza di artigiani specializzati portò alla decisione di acquistare i necessari strumenti sul mercato londinese. La grande spesa che questo comportava causò notevoli ritardi nel completamento della struttura, i cui lavori si protrassero fino al 1796, quando Fabbroni individuò in Domenico de Vecchi l'astronomo che poteva riorganizzare la specola e iniziare un progetto continuativo di raccolta dati.
Secondo la concezione museale di Fontana, il museo doveva riflettere l'ordine della natura, opportunamente classificato e distribuito. Disposto su più piani, a livello terreno, oltre ai magazzini, ospitava prodotti mineralogici toscani e il laboratorio di chimica; il primo accoglieva le collezioni del gabinetto di fisica, la biblioteca e le raccolte zoologiche; il secondo i modelli in cera, gli animali imbalsamati, i fossili e le pietre preziose. Il visitatore/studioso poteva intraprendere così un viaggio dal microcosmo (la chimica), attraverso gli elementi primi della natura, al macrocosmo (l'astronomia) nel torrino che concludeva il percorso.

## Il Liceo
A completamento del sistema museale, Fontana immaginava di istituire una società di scienziati (la Nuova Accademia del Cimento) che avesse come scopo la ricerca e la promozione delle nuove scoperte; la Corte non appoggiò però il progetto perché troppo dispendioso. Fabbroni, che nel 1805 sostituì Fontana, affiancò la didattica all'attività di ricerca, ma fu il suo successore Girolamo Bardi che, nel 1807, inaugurò un liceo all'interno di Palazzo Torrigiani. 
Le prime due cattedre ad essere istituite furono quella di botanica e quella di anatomia, coperte rispettivamente da Ottaviano Targioni Tozzetti e dal chirurgo Filippo Uccelli, ma se ne aggiunsero in breve altre quattro. 
Nel liceo venivano quindi insegnate sei materie: chimica, fisica sperimentale e teorica, astronomia, storia naturale e anatomia comparata. Fu però una breve esperienza perché, con la caduta di Napoleone, il granduca Ferdinando III, ritornato al potere, volle che il museo interrompesse la didattica per tornare alle funzioni di conservazione e di ricerca.
Questo progetto pedagogico fu ripreso da Vincenzo Antinori, direttore dal 1829, il quale istituì la cattedra di fisica, affidata a Leopoldo Nobili, quella di anatomia comparata e zoologia, coperta da Gaspero Mazzi, e quella di mineralogia e geologia, assegnata a Filippo Nesti. La funzione didattica era fortemente integrata con quella museale perché i titolari delle cattedre rivestivano anche il ruolo di curatori delle rispettive collezioni. A questi primi insegnamenti se ne aggiunsero in seguito altri, che resero negli anni il liceo una struttura di insegnamento specialistico e di ricerca sempre più complessa.

## L'Archivio meteorologico centrale italiano
Già nel 1839, in occasione della Prima Riunione degli scienziati italiani tenutasi a Pisa, i partecipanti avevano richiamato l'attenzione sullo sviluppo degli studi meteorologici, mettendo in evidenza la necessità di portare la meteorologia al grado di scienza. Tale auspicio fu raccolto dal Museo, che nel 1844 pubblicò una circolare in cui si invitavano gli osservatori a contribuire alla costituzione di un Archivio centrale meteorologico italiano con lo scopo di raccogliere e ordinare tutte le osservazioni realizzate nella penisola per farne una pubblicazione cumulativa. La collaborazione e lo scambio di informazioni come presupposto per il progresso della disciplina era sentito non solo a livello italiano, ma anche internazionale, infatti l'Archivio intrecciò una fitta rete di relazioni con osservatori e studiosi europei e americani. 

## Il trasferimento delle collezioni
Nel 1859 il museo fu incorporato, come Sezione di scienze fisiche e naturali, nell'Istituto di studi superiori e pratici e di perfezionamento, istituito a Firenze durante il Governo provvisorio toscano. 
Da questo momento si verificò una sempre maggiore distinzione fra didattica, ricerca e conservazione: nel 1872 l'attività di osservazione astronomica venne trasferita al nuovo Osservatorio di Arcetri; gli strumenti e le macchine utili come sussidio alla didattica vennero dislocate nelle varie sezioni dell'Istituto, poi dipartimenti dell'Università; le collezioni di zoologia rimasero a Palazzo Torrigiani, oggi sede del Museo della Specola; il settore botanico venne riunito presso il Giardino dei Semplici. Fu inizialmente preservato l'allestimento degli strumenti antichi nella Tribuna di Galileo e nelle stanze attigue, denominate dal 1874 Museo degli strumenti antichi di astronomia e di fisica, di cui Ferdinando Meucci a partire dal 1875 curò la catalogazione. Gli strumenti così musealizzati, dopo alterne vicende, approdarono nel 1929 all'Istituto e Museo di storia della scienza, oggi Museo Galileo.

## L'archivio del Reale Museo
La documentazione archivistica prodotta dal Reale Museo fra il 1780 e il 1872, confluita in un primo momento presso il Dipartimento di fisica dell'Università, è oggi conservata presso la biblioteca del Museo Galileo.
Il fondo rappresenta la fonte più importante per ricostruire la storia del Reale Museo in tutti i suoi aspetti e nelle sue relazioni con i principali centri scientifici europei e per comprendere le origini e gli avvenimenti legati ai singoli strumenti del museo.